# Cấm Sơn
Cấm Sơn is een xã in het district Lục Ngạn, een van de districten in de Vietnamese provincie Bắc Giang. De provincie Bắc Giang ligt in het noordoosten van Vietnam, dat ook wel Vùng Đông Bắc wordt genoemd.
Thị trấn: Chũ

Xã: Biển Động · Biên Sơn · Cấm Sơn · Đèo Gia · Đồng Cốc · Giáp Sơn · Hộ Đáp · Hồng Giang · Kiên Lao · Kiên Thành · Kim Sơn · Mỹ An · Nam Dương · Nghĩa Hồ · Phì Điền · Phong Minh · Phong Vân · Phú Nhuận · Phượng Sơn · Quý Sơn · Sa Lý · Sơn Hải · Tân Hoa · Tân Lập · Tân Mộc · Tân Quang · Tân Sơn · Thanh Hải · Trù Hựu